# Хартри, Дуглас Рейнер
Ду́глас Ре́йнер Ха́ртри (англ. Douglas Rayner Hartree; 27 марта 1897 года, Кембридж — 12 февраля 1958 года, Кембридж) — английский физик-теоретик и математик. Член Лондонского королевского общества (1932). Работы Хартри в области физики посвящены в основном квантовой теории и атомной физике. Он также известен своей деятельностью в области создания и обслуживания вычислительных систем, являясь одним из пионеров вычислительной техники в Великобритании.

## Биография

### Образование
Хартри родился в Кембридже в семье потомственных интеллектуалов. Его отец, Уильям Хартри, внук знаменитого писателя Сэмюэла Смайлса, был лектором в университете, а мать, Ева Рейнер (англ.), играла видную роль в различных женских организациях и даже в течение некоторого времени занимала посты мэра Кембриджа и президента Национального совета женщин (англ.). Школьное образование Дуглас Хартри получал сначала в Кембридже, а с 1910 года в школе Бедейлс (англ.) в Питерсфилде, где было хорошо поставлено обучение математике.
В 1915 году Хартри поступил в Кембриджский университет (колледж Святого Джона), однако к концу первого курса его обучение было прервано в связи с Первой мировой войной. Хартри присоединился к группе ученых под руководством Арчибальда Хилла, которая проводила баллистические расчёты и в которой уже работал его отец. Здесь Дуглас получил первый опыт проведения численных расчетов. Занимаясь интегрированием дифференциальных уравнений для расчёта траекторий, он показал преимущество получения зависимостей параметров от времени, а не от угла, как это практиковалось ранее.
После окончания войны Хартри вернулся в Кембридж и в 1921 году закончил обучение, получив отличие первого класса по математике и отличие второго класса по естественным наукам. В 1923 году он женился на Элейн Чарльтон (англ. Elaine Charlton), которая окончила ту же школу Бедейлс, что и Хартри. У них было трое детей, дочь и два сына.

### Работа в Кембридже и Манчестере
После окончания университета Хартри продолжил исследовательскую работу под руководством Ральфа Фаулера. Ключевым событием, повлиявшим на направление его работы, стал цикл лекций по квантовой теории, прочитанный Нильсом Бором в Кембридже в 1921 году. Хартри начал применять свои математические знания для расчетов некоторых деталей в боровской модели атома, а также по теории дифракции рентгеновских лучей. С 1925 года он начал проводить расчеты в рамках волновой механики. Результаты исследований составили докторскую диссертацию, защищённую им в 1926 году. В 1928 году он предложил метод самосогласованного поля для квантового описания многих тел (многоэлектронных атомов, молекул), который был в дальнейшем усовершенствован Владимиром Фоком, показавшим необходимость учета обменных сил (метод Хартри — Фока). В том же году Хартри дал математическое определение понятия информации.
В 1929 году Хартри был приглашён на место профессора прикладной математики Манчестерского университета, а в 1937 году занял должность профессора теоретической физики. В то время он занимался расчётом электронного строения тяжелых атомов, проводя большое количество вычислительной работы. Поэтому создание в 1933 году Ванневаром Бушем в США первого дифференциального анализатора сразу привлекло внимание Хартри. Он отправился в Бостон посмотреть на машину, а по возвращении построил первую в Великобритании модель анализатора на основе элементов конструктора Меккано. Позднее он создал более мощную модель. Её можно было использовать для решения дифференциальных уравнений, которые возникали в задачах баллистики, гидродинамики, физики атмосферы, распространения радиоволн и, конечно, для расчёта состояний многоэлектронных атомов. Хартри внёс существенный вклад в разработку численных подходов в этих областях науки (уравнение Эпплтона — Хартри и т. д.).

### Деятельность во время войны и после неё
Во время Второй мировой войны Хартри руководил вычислительной группой, проводившей расчеты баллистики снарядов, распространения радиоволн в тропосфере, поведения магнетрона, управления танками и т. д., в том числе с использованием специальных вычислительных машин. При помощи своего анализатора Хартри решал вопросы автоматизации, например, поведение так называемого трёхчленного контроллера (англ. three-term controller), используемого на производстве для управления различными процессами. Вскоре после появления первого цифрового компьютера ЭНИАК в США возникла задача его использования для решения баллистических проблем. Хартри выступил в качестве консультанта по использованию возможностей нового устройства и в дальнейшем активно помогал внедрять подобные вычислительные машины, в частности EDSAC в Кембридже, Ferranti Mark 1 (англ.) в Манчестере, ряд машин в Америке и Австралии.
В 1946 году Хартри вернулся в Кембридж на должность профессора математической физики (Plummer Professor of Mathematical Physics), которую до него занимал Фаулер. В своей инаугурационной речи он заявил:

Вполне может случиться, что высокоскоростной цифровой компьютер окажет такое же огромное влияние на цивилизацию, как появление ядерной энергии.
Оригинальный текст (англ.)It may well be that the high-speed digital computor will have as great an influence on civilization as the advent of nuclear power.
— D. R. Hartree. Calculating machines, recent and prospective developments (Inaugural Lecture). — Cambridge: University Press, 1947.
Хартри продолжал заниматься атомной физикой и гидродинамикой, адаптируя для этих целей электронные машины, руководил работой большого числа молодых сотрудников. Он также консультировал Британское транспортное управление (англ.) на предмет использования компьютеров для контроля транспортных потоков.
Хартри умер в Кембридже от сердечной недостаточности в 1958 году.
Его имя носит атомная единица энергии.

## Публикации

### Книги
- D. R. Hartree. Calculating Instruments and Machines. — Cambridge: University Press, 1950.
- D. R. Hartree. Numerical Analysis. — Oxford: University Press, 1952.
- D. R. Hartree. The Calculation of Atomic Structures. — New York: Wiley & Sons, 1957. Русскоязычное издание: Д. Хартри. Расчеты атомных структур. — М.: Изд-во иностр. лит-ры, 1960.

### Основные статьи
- D. R. Hartree. The wave mechanics of an atom with a non-Coulomb central field. Part I. Theory and Methods // Proceedings of the Cambridge Philosophical Society. — 1928. — Vol. 24, № 1. — P. 89—110.
- D. R. Hartree. The propagation of electromagnetic waves in a stratified medium // Proceedings of the Cambridge Philosophical Society. — 1929. — Vol. 25, № 1. — P. 97—120.
- D. R. Hartree. The Differential Analyser // Nature. — 1935. — Vol. 135. — P. 940—943.
- D. R. Hartree. Theory of Complex Atoms // Nature. — 1936. — Vol. 138. — P. 1080—1082.
- D. R. Hartree. The Bush Differential Analyser and its Applications // Nature. — 1940. — Vol. 146. — P. 319—323.
- D. R. Hartree. The Eniac, an Electronic Computing Machine // Nature. — 1946. — Vol. 158. — P. 500—506.
- D. R. Hartree. The calculation of atomic structures // Reports on Progress in Physics. — 1946. — Vol. 11. — P. 113.